# Diệp Đình

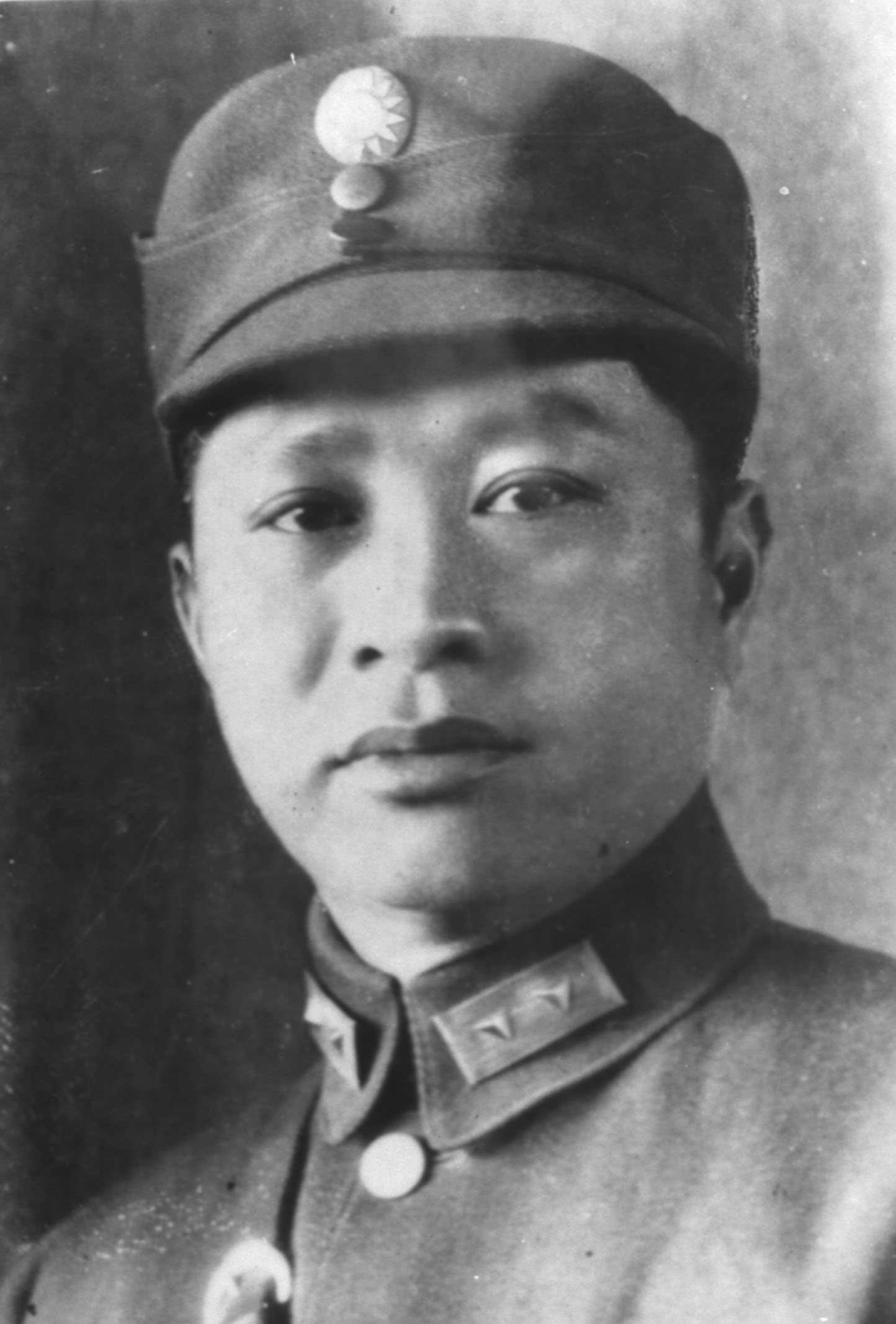
Diệp Đình trong quân phục Trung tướng Quân đội Cách mạng Quốc dân.

Diệp Đình (giản thể: 叶挺; phồn thể: 葉挺; bính âm: Yè Tǐng; Jyutping: Yip6 Ting2) (10 tháng 9 năm 1896 – 8 tháng 4 năm 1946), sinh tại Huệ Dương, Quảng Đông, là một chỉ huy quân sự Trung Hoa. Ông vốn là đảng viên Quốc dân đảng nhưng về sau chuyển sang phe Cộng sản.

## Xuất thân
Tổ tiên ông đến từ miền Trung, thường được cho là ở huyện Diệp, tỉnh Hà Nam, sau này di cư về phía Nam, băng qua Hưng Ninh, Mai Châu, cuối cùng định cư tại Huệ Châu, nơi ông sinh ra. Ông nội của Diệp là Diệp Hàn Sở, người có kinh nghiệm về y học. Cha của Diệp, người đã đến Malaysia để làm việc trên một đồn điền, học cách trồng các loại trái cây nhiệt đới. Sau khi trở về quê hương, cha của ông đã thuê 11 công đất canh tác và trồng cây ăn quả để kiếm sống. Mẹ ông thuộc họ Ngô và ông là con thứ tám trong gia đình. Ông thuộc dòng dõi người Khách Gia

## Sự nghiệp
Diệp Đình gia nhập Quốc dân đảng khi Tôn Dật Tiên thành lập đảng năm 1919 (Quốc dân đảng tồn tại từ trước năm 1919 nhưng với tên Đảng Cách mạng Trung Hoa và từ năm 1921 là một chỉ huy tiểu đoàn trong Quân đội Cách mạng Quốc dân. Năm 1924, ông du học tại Liên Xô và vào tháng 12 cùng năm gia nhập Đảng Cộng sản Trung Hoa. Tháng 9 năm 1925, ông trở về Trung Hoa, phục vụ trong quân đội với tư cách sĩ quan tham mưu, rồi Tư lệnh Trung đoàn độc lập, trong Quân đoàn 4 Quân đội Cách mạng Quốc dân. Tháng 5 năm 1926, ông chỉ huy một lực lượng tiên phong Chiến tranh Bắc phạt, giành được một vài chiến thắng trong tháng 8. Tháng 9, ông chiếm được Vũ Xương, rồi chọc thủng tuyến phòng thủ của quân địch ngày 10 tháng 10. Năm 1927, ông lần lượt giữ các chức Phó tư lệnh Sư đoàn 15, Tư lệnh Sư đoàn 24 thuộc Quân đoàn 11 và Phó tư lệnh Quân đoàn 11.
Ngày 1 tháng 8, cùng Trần Nghị, Chu Ân Lai, Hạ Long, Chu Đức, Diệp Kiếm Anh, Lâm Bưu, Lưu Bá Thừa và Quách Mạt Nhược, ông tham gia Khởi nghĩa Nam Xương, sự kiện đánh dấu "Hồng quân công nông", sau đổi tên thành Quân giải phóng Nhân dân từ năm 1946, được thành lập. Sau Khởi nghĩa Nam Xương, ông đến Hồng Kông, và vào ngày 11 tháng 12 lãnh đạo Khởi nghĩa Quảng Đông. Sau khi cuộc khởi nghĩa này cũng thất bại, ông bị kết án là người cầm đầu và kết quả là ông phải lưu vong sang châu Âu rồi về sống ở Macao.
Năm 1937, ông là một tư lệnh trong Tân Tứ quân. Trong Sự biến Tân Tứ quân, ông bị giam giữ trong 5 năm, cho đến năm 1946. Ngày 8 tháng 4 cùng năm, sau khi được thả, trên đường từ Trùng Khánh đến Diên An, ông mất trong một tai nạn máy bay. Trong số nạn nhân có một số thành viên gia đình ông và vài lãnh tụ Đảng Cộng sản Trung Hoa như Bác Cổ, Đặng Phát, và Vương Nhược Phi. Có tin đồn rằng Tưởng Giới Thạch đã thực hiện vụ này.

## Gia đình
Diệp Đình có tất cả chín người con, trong đó kể đến Diệp Chính Đại, trung tướng PLA. Một trong những người cháu của ông, Diệp Tiểu Yến (叶小燕), con gái của con trai thứ hai của ông là Diệp Chính Minh (叶正明), kết hôn với Lý Tiểu Dũng (李小勇), con trai thứ hai và con út của Cựu Thủ tướng Trung Hoa Lý Bằng. Diệp Tiểu Yến và chồng cùng với mẹ chồng là Chu Lâm (朱琳) (vợ Lý Bằng), là mục tiêu công kích của công chúng do những cáo buộc chống lại họ liên quan đến một trong những vụ bê bối tài chính lớn nhất trong lịch sử Trung Quốc.